# Український інститут у Швеції
Український інститут у Швеції — громадська організація, заснована у Стокгольмі у 2014 році українсько-шведською піаністкою Наталією Пасічник з метою поширення культурної спадщини України та сприяння кращому розумінню та знанням української культури та історії у Швеції.

## Місія
Місія організації полягає в тому, щоб через низку мистецьких та благодійних заходів сприяти підвищенню обізнаності про українську культуру в ширшому контексті європейської культурної спадщини, а також заохочувати культурні обміни між Україною та Швецією. 
Інститут має на меті відкрити культуру України для світу, поширити знання про неї як про країну обдарованих музикантів, художників, поетів, письменників, акторів, режисерів тощо. Організація прагне показати, що Україна протягом століть була і є зараз частиною європейського культурного контексту. Інститут поширює інформацію про українську культурну спадщину, сприяє кращому розумінню і пізнанню україної культури і історії.

## Діяльність
Український інститут в Швеції підтримує українських митців, ознайомлюючи світовий загал з їх творчими доробками. Для цього він організовує та фінансує концерти, фестивалі, виставки, покази кінофільмів, театральні гастролі та інші культурні заходи.
Кілька років поспіль інститут організовував Нордичний Український Кінофестиваль (Nordic Ukrainian Film Festival).
Інститут також організовував курси української мови для іноземців у співпраці з Острозькою академією.
Український інститут у Швеції з 2023 року через мережу Національних інститутів культури Європейського Союзу (EUNIC) у співпраці з Європейською комісією проводить "Європейський фестиваль: Українська весна".

## Стосунки з офіційними установами в Україні
У 2015 році Український інститут у Швеції звернувся до Міністерства культури України з пропозицією про співпрацю, а також з ініціативою заснувати установу "Український інститут" для підтримки і обʼєднання зусиль уже працюючих в різних країнах культурних осередків, що опікуються відкриттям та просуванням української культури для міжнародної спільноти.
Міністерство культури уклало з Українським інститутом у Швеції Меморандум і заявило про намір створити "Український інститут". 21 червня 2017 року Кабінет Міністрів України ухвалив рішення про створення такої установи в Україні як афілійованої з Міністерством закордонних справ.